# Jean-Christophe Pintaud
Jean-Christophe Pintaud (Nice, 1970 - Lima, 2015) est un botaniste français.
Il est chercheur principal de l'Institut de recherche pour le développement (IRD) de Montpellier.
Jean-Christophe Pintaud était mondialement connu comme un expert des palmiers, pour son vaste travail de botaniste et ses contributions à la phylogénie, la phylogéographie et la biogéographie.

## Biographie
Il est né à Nice, région qui abrite le seul palmier indigène de France, Chamaerops humilis, et il disait que son enfance là-bas lui a inspiré ses futures recherches, notamment à travers les visites fréquentes qu'il a faites aux collections de palmiers sur les Riviera française et italienne.
Décès
Il est mort accidentellement à Lima au Pérou, le 10 août 2015.

## Publications
- Jean-c. Pintaud, gloria Galeano, henrik Balslev, rodrigo Bernal, finn Borchsenius, evandro Ferreira, jean-j. de Granville, kember Mejía, betty Millán, mónica Moraes, larry Noblick, fred w. Stauffer, francis Kahn. 2008. Las palmeras de América del Sur: diversidad, distribución e historia evolutiva (The palms of South America: diversity, distribution and evolutionary history). Rev. peru biol. 15 (1): 7-30
- Donald R. Hodel et Jean-Christophe Pintaud, « The palms of New Caledonia - Les palmiers de Nouvelle-Calédonie. », Publications des scientifiques de l'IRD, Nong Nooch Tropical Garden : Allen Press ; K. Tansacha,‎ 1998, p. 119 (lire en ligne)

## Liste des plantes décrites par Jean-Christophe Pintaud
- Attalea pacensis M.Moraes & Pintaud, (2016).
- Basselinia moorei Pintaud & F.W.Stauffer, (2011).
- Burretiokentia dumasii Pintaud & Hodel, (1998).
- Burretiokentia grandiflora Pintaud & Hodel, (1998).
- Burretiokentia koghiensis Pintaud & Hodel, (1998).
- Clinosperma lanuginosa (H.E.Moore) Pintaud & W.J.Baker, (2008).
- Clinosperma macrocarpa (H.E.Moore) Pintaud & W.J.Baker, (2008).
- Clinosperma vaginata (Brongn.) Pintaud & W.J.Baker, (2008).
- Cyphokentia cerifera (H.E.Moore) Pintaud & W.J.Baker, (2008).
- Cyphophoenix alba (H.E.Moore) Pintaud & W.J.Baker, (2008).
- Hexopetion alatum (H.F.Loomis) F.Kahn & Pintaud, (2008)  Synonyme de Astrocaryum alatum H.F.Loomis.
- Kentiopsis magnifica (H.E.Moore) Pintaud & Hodel, (1998).
- Kentiopsis piersoniorum Pintaud & Hodel, (1998).
- Kentiopsis pyriformis  Pintaud & Hodel, (1998).

## Distinction
C'est en son honneur que fut nommée une nouvelle espèce de Calamus par William J. Baker et John Dransfield en 2017 : 

- Calamus pintaudii    W.J.Baker & J.Dransf. (2017)